# Sandy Leah Lima
Sandy Leah Lima, più conosciuta come Sandy (Campinas, 28 gennaio 1983), è una cantante, compositrice e attrice brasiliana.
Tra il 1990 e il 2007 e poi dal 2019 è membro, insieme al fratello Durval Junior Lima, del duo musicale Sandy & Junior. Dal 2008 ha intrapreso la sua carriera da solista; il suo primo album da solista Manuscrito è stato certificato col disco di platino.
Cantante con oltre venti anni di carriera, Sandy ha pubblicato 22 album, due EP e venduto oltre 20 milioni di copie in tutta la sua carriera, diventando così un fenomeno nel settore della musica. È stata il primo artista brasiliano a esibirsi al Maracanã in una tappa del proprio tour. Ha cantato in collaborazione con grandi nomi della musica nazionale e internazionale, come Caetano Veloso, Gilberto Gil, Andrea Bocelli, Laura Pausini, Enrique Iglesias e Chris Martin tra gli altri.

## Biografia

### Origini
Sandy Leah Lima è nata il 28 gennaio 1983 a Campinas, in Brasile, dall'imprenditrice Noely Pereira e del cantante Durval de Lima (in arte Xororó). Da parte materna vanta origini italiane ed è nipote dei musicisti Zé do Rancho e di Mariazinha, rispettivamente nome d'arte di João Isidoro Pereira e di Mara Vieria da Silva.
Per quanto riguarda l'origine del nome, "Sandy" è stato scelto in onore del personaggio Sandy Olsson interpretato dall'attrice Olivia Newton-John nel film Grease, che i genitori videro quando incominciarono a frequentarsi; "Leah" è ispirata al personaggio biblico Lea. I suoi genitori, difatti, hanno cresciuto la loro figlia con educazione cattolica, anche la stessa cantante ha affermato in un'intervista del 2010 di non seguire pienamente i precetti della religione cattolica.
Sandy ha studiato dalla scuola materna al liceo nel Colégio Notre Dame di Campinas e ha conseguito nel 2008 la laurea in Lettere presso la Pontificia Università Cattolica di Campinas.

### 1990-1996: Gli esordi nel duo Sandy & Junior
Sin da bambina nutriva interesse, oltre che per danza classica, anche per la musica, tanto che inizialmente mostrò interesse a entrare nel collettivo di musica infantile Trem da Alegria. Nel 1989, dopo che il cantante Xororó annunciò di avere due figli musicisti, Sandy e il fratello Durval vennero ospitati nella trasmissione Som Brasil, condotta da Lima Duarte, e si esibirono sulle note della canzone popolare Maria Chiquinha. L'audio dell'esibizione fu in seguito ritrasmesso dalle stazioni radiofoniche locali e suscitò le attenzioni dell'etichetta discografica PolyGram (oggi confluita in Universal Music Group). I due fratelli, superate le iniziali resistenze dei genitori grazie all'appoggio dei nonni materni, firmarono il contratto con la casa discografica.

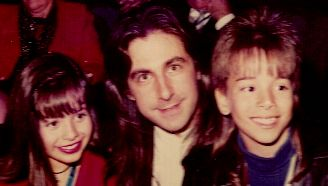
Sandy e Durval Junior a lato del produttore musicale Sergio Carrer (primi anni '90)

Il duo Sandy & Junior era in origine un duo vocale, ma nel corso degli anni Sandy è diventata la voce principale mentre il fratello Durval, con minor peso vocale, si dedicava alla parte strumentale con chitarra (acustica ed elettrica) e batteria.
Nel 1990, dopo aver firmato il loro primo contratto con PolyGram, il duo Sandy & Junior ha inciso nel 1991 il primo album Aniversário do tatu, di genere sertanejo, premiato con il disco d'oro. Nel 1992 è stato pubblicato il secondo album Sábado à noite.
Crescendo il duo ha diversificato il loro genere musicale: il terzo album del 1993 Tô ligado em você contiene delle sfumature di musica teen pop.
Nel 1994 il duo ha pubblicato il quarto album Pra dançar com você (1994) e nell'anno seguente (1995) il quinto album Você é d+.
Nel corso degli anni il duo si è consolidato nella scena musicale brasiliana, mutandosi da un duo di cantanti bambini a idoli dei teenager. A testimonianza di ciò gli album Dig-dig-joy (1996) e Sonho azul (1997) sono stati premiati rispettivamente col disco d'oro e di platino.
Nel 1996 il duo compone il rifacimento della canzone Águas de março, in occasione del tributo alla cantante Elis Regina, andato in onda nella trasmissione Som Brasil, che nel 1989 aveva lanciato i due giovani cantanti brasiliani.

### 1997-2003: Il debutto del duo brasiliano all'estero
Nel 1997 Sandy ha duettato dal vivo insieme al tenore italiano Andrea Bocelli per la canzone Vivo por ella, versione in lingua spagnola del brano Vivo per lei, sostituendosi all'originale cantante del brano Marta Sánchez. Nello stesso anno il duo partecipa per quattro brani dell'album Em família del duo Chitãozinho & Xororó.
Tra aprile 1998 e dicembre 1999 il duo ha iniziato il tour Eu acho que pirei che ha registrato un pubblico complessivo di 8,5 milioni di persone e ha contribuito alla composizione dell'album Era Uma Vez... Ao Vivo, uscito nel 1998 e detentore di circa due milioni di copie vendute. Il video musicale di No fundo do coração, secondo singolo dell'album, ha portato alla prima candidatura del gruppo agli MTV Video Music Awards Brasile. Nel luglio 1998 il duo si è esibito al concerto Coraçao Brasiliero al Parco dei Principi di Parigi per promuovere l'immagine del Brasile in occasione dei Mondiali di calcio.

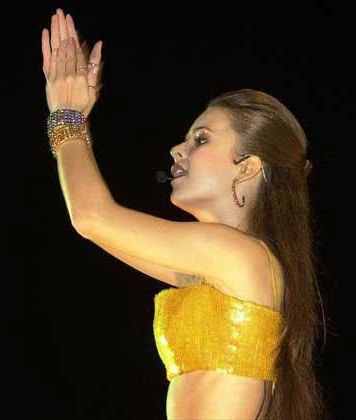
Sandy in concerto al Rock in Rio (2001)

Nello stesso il duo ha cantato le colonne sonore brasiliane Seu coração e Imagem (in quest'ultima Sandy da solista) del film d'animazione Disney Mulan.
Nell'ottobre 1999 il gruppo ha composto il loro ottavo album As quatro estações, certificato con doppio disco di diamante e 2,8 milioni di copie vendute. L'album è uno tra i più venduti di sempre in Brasile. Il singolo omonimo e di punta dell'album ha ricevuto un disco di platino. Il successivo tour degli artisti ha portato alla pubblicazione del secondo album dal vivo As quatro estações: o show, anch'esso premiato con il doppio disco di diamante. Il singolo A lenda, estratto dall'album dal vivo, ha vinto un disco di platino.
Nel marzo 2000 Sandy ha collaborato col cantante spagnolo Enrique Iglesias nel singolo You're My #1 e in ottobre con gli artisti Gilberto Gil e Milton Nascimento nel brano Duas Sanfonas. Nel maggio 2000 Sandy è stata premiata come "Migliore cantautrice" al 7° Prêmio Multishow de Música Brasileira. Nel gennaio del 2001 il gruppo si esibisce alla terza edizione del Rock in Rio, davanti una platea di 250 000 persone.
Nell'ottobre 2001 il duo ha pubblicato il suo nono album Sandy & Junior. L'album ha ottenuto tre dischi di platino e 1,5 milioni di copie vendute ed è stato pubblicizzato anche grazie al tour Sandy & Junior 2002, che ha fatto tappe internazionali, come per esempio Luanda, capitale dell'Angola. I singoli Quando você passa (Turu turu) e Não dá pra não pensar hanno ottenuto la certificazione del disco di platino. Quando você passa (Turu turu) è la cover del brano italiano Turuturu.
Il successo dei fratelli ha attirato le attenzioni di Max Hole, allora direttore marketing della Universal Music in Inghilterra, che ha preso l'iniziativa di lanciarli nel mercato internazionale. Nel giugno 2002 viene pubblicato il decimo album Internacional, distribuito in paesi dell'Europa e dell'America Latina. L'album è stato certificato col disco di platino in Brasile e col disco d'oro in Portogallo. Le canzoni sono state registrate in inglese, ma sono state previste delle versioni in portoghese, spagnolo e francese. Per promuovere l'album il duo ha tenuto concerti in diverse nazioni quali Germania, Portogallo, Italia, Messico, Cile, Porto Rico e Spagna. Il singolo di punta dell'album è stato Love Never Fails che, nelle classifiche, ha raggiunto la prima posizione in Brasile, la top ten in Portogallo, Cile e Venezuela e la top 20 in Spagna e Messico; il suo video musicale ha raggiunto la vetta di apprezzamento di MTV Italia.
Nell'ottobre 2002 il gruppo si esibisce allo Stadio Maracanã di Rio de Janeiro, contribuendo alla produzione del terzo album dal vivo Ao vivo no Maracanã, certificato col disco di platino. L'album è stato promosso nel 2003 in Cile, al Festival di Viña del Mar, e in Europa.

### 2003-2007: Gli insuccessi e lo scioglimento del gruppo

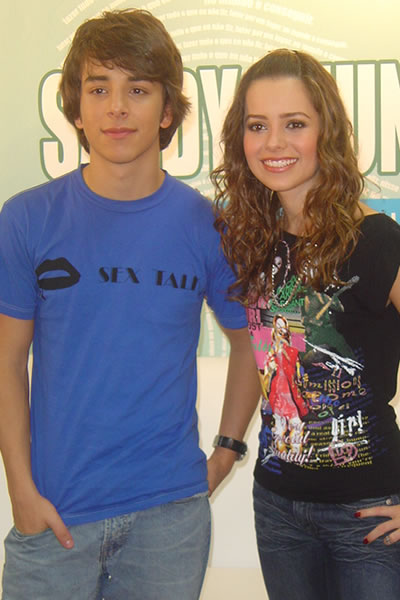
Il duo Sandy & Junior nel 2004

Nel 2003 è stato pubblicato l'undicesimo album in studio, Identitade, che sebbene abbia sperimentato varie sfumature del pop e sia stato premiato col disco di platino, è stato affossato dalla critica affermando che "segue i canoni radiofonici imposti dalla casa discografica Universal e [...] manca di un repertorio all'altezza del loro talento".
In marzo 2003 il duo compone la colonna sonora Bang Bang (You're The One) del film Johnny English.
Nel 2004 Sandy ha collaborato con Ivete Sangalo alla colonna sonora Chovendo na Roseira per il film A dona da história ed è comparsa nell'album 10 anos: ao vivo em Gramado, del gruppo Família Lima.
Tra il 2004 e il 2005 i fratelli hanno scelto di intraprendere progetti paralleli: Durval debutta come batterista dei SoulFunk, Sandy si esibisce in due concerti alla sala jazz di Bourbon Street di San Paolo.
Nell'aprile 2006 il duo ha pubblicato il dodicesimo e ultimo album in studio, Sandy & Junior, il quale ha ricevuto una candidatura ai Latin Grammy come miglior album pop contemporaneo ma, al contempo, a registrato il minor numero di vendite del gruppo brasiliano. Nello stesso anno il duo si è esibito al Brazilian Day di New York.
Nell'aprile 2007 i due cantanti hanno annunciato lo scioglimento del gruppo. In agosto pubblicano il quarto e ultimo album dal vivo Acústico MTV, estratto a partire dalle esibizioni sulla trasmissione MTV Unplugged e contenente ri-registrazioni di brani passati e tre brani inediti. L'album viene certificato con tre dischi di platino. Il singolo Abri os olhos viene premiato col disco di platino; il video musicale del singolo Estranho jeito de amar è ispirato al film Tutto su mia madre del regista spagnolo Pedro Almodóvar.
Il gruppo si esibisce, prima dell'ufficiale scioglimento, al concerto Acústico MTV, tenutosi il 18 dicembre 2007 al Credicard Hall di San Paolo. Il duo fa, però, un'ultima apparizione nel maggio 2008 alla sesta edizione del Prêmio da Música Brasileira, quale vincitore per la categoria "Miglior duo di canzoni popolari".

### 2008-2012: La carriera da solista e il primo album
Conclusa l'esperienza musicale con il fratello Durval, nel novembre 2008 Sandy intona insieme a Paula Toller il brano E o mundo não se acabou, in onore di Carmen Miranda, durante la premiazione della sesta edizione dei Latin Grammy. Come artista partecipante, nel 2008 canta nei brani Scandal del gruppo brasiliano Crossover e Entre parentes e amigos del nonno materno Zé do Rancho. Nel 2009 reinterpreta la canzone As canções que você fez pra mim, estratto da Elas Cantam Roberto Carlos, l'album tributo ai 50 anni di carriera del cantante Roberto Carlos.
Il 7 maggio 2010 viene pubblicato in Brasile il primo album da solista di Sandy, Manuscrito. L'album viene prodotto insieme al fratello Durval e al musicista Lucas Lima e trae le sue influenze da artisti internazionali, quali Coldplay, Damien Rice, KT Tunstall e Nerina Pallot. Quest'ultima per l'album ha composto con Sandy il brano Equal Days; l'LP è stato certificato col disco di platino ed è stato distribuito in Portogallo il 20 settembre. L'album è uscito anche in una versione speciale che include il breve documentario Tempo, diretto da Fernando Grostein e incentrato sulla vita intima della cantante. Il brano di punta dell'album è stato Pés cansados ed è diventato il brano più ascoltato alle radio brasiliane del 2010. Pés cansados e Quem eu sou sono stati i due singoli atti a promuovere il disco.
O Globo ha definito l'album come «buon pop rock, che ricorda gli anni settanta e in cui predominano le ballate e i testi confessionali»; il giornalista musicale Mauro Ferriera afferma che l'album non possiede la «densità che ci si aspetterebbe da un album dal tono confessionale», ma che «risulta dignitoso, vero e sincero» nel non compiacersi la critica.
La cantante ottiene tre candidature agli MTV Video Music Award Brasil (2010) e due candidature al Prêmio Multishow de Música Brasileira (2011).
Nel novembre del 2011 è uscito il suo primo album dal vivo, Manuscrito - Live, tratto dal tour di Manuscrito e con la partecipazione speciale di Nerina Pallot, Lenine e Seu Jorge.
Tra il 2010 e il 2011 compare, come artista partecipante, negli album Roupa nova 30 anos del gruppo Roupa Nova, Multishow ao vivo della cantante Maria Gadú e Sinfônico: 40 anos del duo Chitãozinho & Xororó.
Tra novembre 2011 e agosto 2012 prende parte al progetto Circuito Cultural del Banco do Brasil e che promuove spettacoli di artisti che reinterpretano famosi di brani di altri musicisti. Sandy reinterpreta brani della star del pop internazionale Michael Jackson; la sua prova viene ben accolta dalla critica.
Nell'agosto 2012 la cantante si reca in Italia per prendere parte al brano e video musicale di Love in Portofino, traccia dell'album Passione di Andrea Bocelli.

### 2013-2018: Il secondo e il terzo album da solista

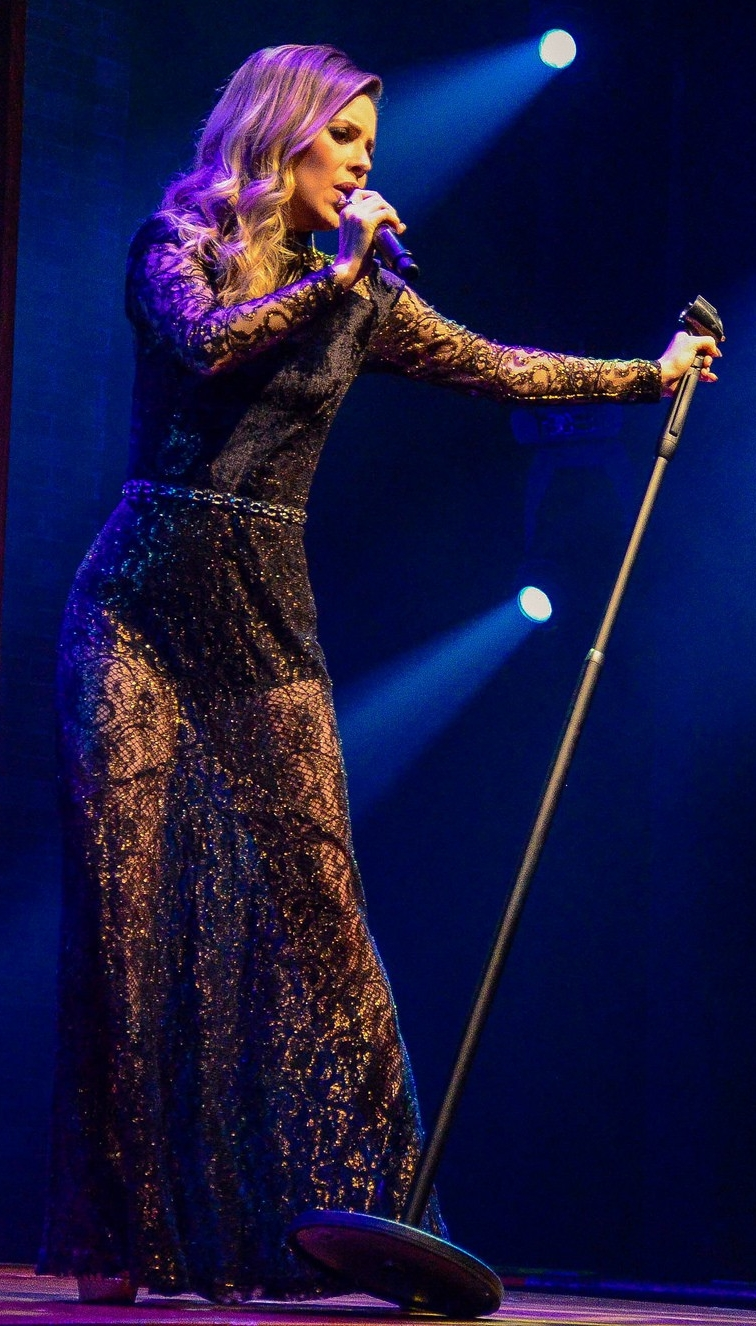
Sandy in concerto per l'album Meu canto (2017)

Il 30 ottobre 2012, Sandy pubblica digitalmente il suo primo EP Princípios, meios e fins, che anticipa il suo secondo album da solista. Nel giugno 2013 è uscito il suo secondo album solista, intitolato Sim e costituito da 5 tracce presenti già nell'EP e da cinque tracce inedite. L'album ha raggiunto la nona posizione degli album più ascoltati secondo Pro-Música Brasil e il suo singolo Escolho você, sulla piattaforma Vevo, ha battuto il precedente record di video musicale brasiliano più visto nelle prime 24 ore. Il tour dell'album è durato da aprile 2013 a maggio 2014, periodo in cui Sandy risulta essere all'ottavo mese di gravidanza.
Nel 2013 collabora con Michael Sullivan nel brano My Life. Con la partecipazione dei cantanti Gilberto Gil e Tiago Iorc, Sandy registra il secondo album dal vivo Meu canto il 14-15 novembre 2015 e lo pubblica nel giugno 2016. La canzone Me espera viene candidata Prêmio Multishow de Música Brasileira nel 2017 e il suo video musicale raggiunge su YouTube le 100 milioni di visualizzazioni nel maggio 2020. Il tour dell'album è stato promosso in 49 destinazioni, risultando il tour più proficuo dell'artista.
Nel maggio 2016, Sandy e l'attore Rodrigo Lombardi lanciano la canzone Calor pra dar, nell'ambito della «Campanha do agasalho», iniziativa sociale promossa dal governo dello stato di San Paolo. Sempre nello stesso anno collabora all'album Amanhecer: Ao vivo della cantante Paula Fernandes e nel 2017 al singolo Mesmo sem estar di Luan Santana. Il singolo si piazza in quarta posizione nella Brasil Hot 100 Airplay.
Nel febbraio 2018 collabora al singolo Black Widow's Web del gruppo brasiliano Angra.
Il 23 novembre pubblica il suo terzo album Nós, voz, eles. L'album contiene otto collaborazioni ed è stato pubblicizzato con una webserie su Youtube di otto episodi; Areia e Pra me refazer sono i due singoli estratti dall'album.

### 2019- presente: Reunion del duo Sandy & Junior
Tra marzo e novembre 2019 il duo Sandy & Junior ritorna per il concerto Nossa História, volto a celebrare il 30º anniversario dalla loro prima esibizione, compiuta negli studi di Som Brasil nel 1989. Il loro tour ha fatto anche tappe negli Stati Uniti e in Portogallo ed è risultato, secondo la rivista Pollstar, il secondo tour più seguito del 2019 per incassi dal box office. Nell'aprile 2020, Sandy e Junior hanno partecipato al festival a distanza Fome de Música, con lo scopo di aiutare le famiglie colpite dalla pandemia di COVID-19. La trasmissione ha raccolto di donazioni per 1,8 milioni di real.

## Influenze

### Influenze artistiche
Le prime esperienze musicali di Sandy sono state influenzate dai genitori: è cresciuta vedendo il padre cantare e suonare la chitarra, la madre le ha fatto conocere la musica di Elis Regina. Sandy cita Elis come sua prima "diva" e l'album "Elis & Tom" come suo album preferito.
Dal punto di vista vocale, la cantante è stata influenzata da artiste quali Céline Dion, Whitney Houston e Mariah Carey che hanno caratterizzato la sua infanzia e adolescenza. Tra le altre influenze l'artista cita Xuxa, New Kids on the Block, Djavan, Christina Aguilera, Laura Pausini, Michael Jackson, Olivia Newton-John. Sandy ha anche espresso la sua ammirazione per Alanis Morissette, Rita Lee, Diana Ross, Lenine, Gilberto Gil e Marisa Monte.
Dal punto di vista strumentale nelle sue influenze cita John Mayer, Bon Iver, Norah Jones, Sarah McLachlan, Diana Krall, Muse, Jamie Cullum e la musicista jazz Ella Fitzgerald.
Per la composizione dei testi delle canzoni, la cantante, laureata in Lettere, si rifà alla letteratura. Gli scrittori e poeti preferiti menzionati dalla cantante sono Clarice Lispector, Fernando Pessoa, João Guimarães Rosa, Mário de Andrade, Florbela Espanca, Vinícius de Moraes, Cecília Meireles, Oscar Wilde e Seneca. La canzone "Abri os Olhos" si rifà a una poesia di Fernando Pessoa, il preludio di "Meu Canto" presenta una citazione dello psicanalista Carl Jung.
A loro volta hanno citato Sandy come influenza i seguenti artisti: Anavitória, Dilsinho, Iza, Laura Rizzotto, Lexa, Luan Santana, Manu Gavassi, Melim, Paula Fernandes, Paula Mattos, Simone & Simaria, Thaeme Mariôto, Larissa Manoela, Lorena Queiroz e Rafa Gomes, Anitta, Maria Gadú, Marina Elali, Pabllo Vittar e Priscilla Alcântara.

### Stile musicale
Il duo musicale Sandy & Junior ha cominciato la carriera con genere musicale country e sertanejo, grazie all'influenza del padre che ha prodotto alcuni loro album. Nel corso degli anni '90 hanno conosciuto il lavoro musicale di Céline Dion, Whitney Houston e Mariah Carey e i due musicisti hanno cambiato genere, orientandosi verso le ballate romantiche e sfumature di genere pop, tra cui teen pop, dance-pop, bubblegum pop e pop rock. Meno frequentemente nei loro album, i due fratelli hanno utilizzato melodie di musica techno, R&B, funk, hip hop, blues e rock.
Nella carriera da solista, Sandy incorpa i generi pop, pop rock, soft rock, piano rock, indie pop, folk con lievi influenze britpop, jazz e MPB. In alcuni dei suoi tour ha suonato (oltre al pianoforte con cui di solito si esibisce) la chitarra, il tamburello senza testa, il surdo e l'autoharp. La critica musicale ha comparato la sua musica a quella di Sara Bareilles, Regina Spektor e Mallu Magalhães. La voce di Sandy è classificata come soprano.

## Vita privata
Nel settembre 2008 ha sposato il musicista Lucas Lima, con cui era già stata legata sentimentalmente dal 1998 al 2002 per poi ricongiungersi dal 2004. Dal matrimonio è nato un figlio maschio. Nel 2023 la coppia ha annunciato la separazione.

## Discografia

### Da solista

#### Album in studio
- 2010 – Manuscrito
- 2013 – Sim
- 2018 – Nós, voz, eles

#### Album dal vivo
- 2011 – Manuscrito - Ao vivo
- 2016 – Meu canto

#### EP
- 2012 – Princípios, meios e fins
- 2020 – 10:39

#### Singoli
- 2010 – Pés cansados
- 2010 – Quem eu sou
- 2012 – Aquela dos 30
- 2013 – Escolho você
- 2014 – Morada
- 2016 – Me espera (feat. Tiago Iorc)
- 2017 – Respirar
- 2017 – Nosso nó(s)
- 2018 – Areia (feat. Lucas Lima)
- 2018 – Pra me refazer (feat. Anavitória)
- 2018 – Eu pra você (feat. Melim)
- 2018 – Eu só preciso ser (feat. Iza)
- 2020 – Tempo
- 2021 – Universo reduzido
- 2022 – Leve (feat. Wanessa Camargo)

#### Collaborazioni
- 1997 – Vivo por ella (Andrea Bocelli feat. Sandy)
- 2004 – Escrito no céu (Família Lima feat. Sandy)
- 2008 – Scandal (Crossover part. Sandy)
- 2017 – Mesmo sem estar (Luan Santana feat. Sandy)
- 2017 – Ai de mim (OutroEu feat. Sandy)
- 2018 – A nossa voz (Amigos do Bem feat. Sandy)
- 2018 – Black Widow's Web (Angra feat. Sandy e Alissa White-Gluz)

### Sandy & Junior

#### Album in studio
- 1991 – Aniversário do tatu
- 1992 – Sábado a noite
- 1993 – Tô ligado em você
- 1994 – Pra dançar com você
- 1995 – Você é d+
- 1996 – Dig-Dig-Joy
- 1997 – Sonho azul
- 1999 – As quatro estações
- 2001 – Sandy e Junior (2001)
- 2002 – Internacional
- 2003 – Identidade
- 2006 – Sandy e Junior

#### Album dal vivo
- 1998 – Era uma vez (Ao vivo)
- 2000 – As quatro estações - O show
- 2002 – Ao vivo no Maracanã/Internacional Extras
- 2007 – Acústico MTV
- 2020 – Nossa história (Ao vivo)

#### Album di remix
- 2000 – Todas as estações - Remixes

#### Singoli
- 1991 – Aniversário do tatu
- 1991 – Maria Chiquinha
- 1992 – Sábado à noite
- 1992 – A resposta da mariquinha
- 1992 – Vamos construir (feat. Chitãozinho & Xororó)
- 1993 – Tô ligado em você
- 1993 – Primeiro amor
- 1993 – Splish splash
- 1994 – Com você
- 1994 – Dance, dance, dance
- 1995 – O universo precisa de vocês (Power Rangers)
- 1995 – Vai Ter que Rebolar
- 1995 – Sonho real
- 1996 – Etc... e tal
- 1996 – Dig-dig-joy
- 1996 – Não ter
- 1996 – Dias e noites
- 1997 – Beijo é bom
- 1997 – Inesquecível
- 1997 – Eu acho que pirei
- 1997 – Mais um tempo pra crescer
- 1998 – Era Uma Vez... (feat. Toquinho)
- 1998 – Em cada sonho (O amor feito flecha)
- 1998 – No fundo do coração
- 1999 – Imortal
- 1999 – Aprender a amar
- 1999 – As quatro estações
- 2000 – Vamô pulá
- 2000 – Olha o que o amor me faz
- 2000 – A lenda
- 2000 – Enrosca
- 2001 – Eu quero mais
- 2001 – O Amor Faz
- 2001 – A gente dá certo
- 2002 – Quando você passa (Turu turu)
- 2002 – Não dá pra não pensar
- 2002 – Love Never Fails / El amor no fallará
- 2002 – Words Are Not Enough
- 2002 – Super-herói (Não é fácil)
- 2003 – Cai a chuva
- 2003 – Nada é por acaso
- 2003 – Encanto
- 2004 – Desperdiçou
- 2004 – Você pra sempre (Inveja)
- 2005 – Nada vai Me sufocar
- 2006 – Replay
- 2006 – Estranho jeito de amar
- 2006 – Tudo pra Você
- 2006 – Discutível perfeição
- 2007 – Abri os olhos

#### Collaborazioni
- 1997 – Um sino feliz (Chitãozinho & Xororó feat. Sandy & Junior)
- 2000 – You're My #1 (Enrique Iglesias feat. Sandy & Junior)

## Tournée

### Da solista
- Turnê solo (2007)
- Manuscrito (2010–12)
- Sandy canta Michael Jackson (2011–12)
- Sim (2013–14)
- Teaser (2015)
- Meu canto (2016–17)
- Nós, voz, eles (2018–19)
- Turnê 2022 (2022)

### Sandy & Junior
- Tô ligado em você (1994)
- Sonho real (1995–96)
- Dig dig joy (1996–97)
- Eu acho que pirei (1998–99)
- Quatro estações (2000–01)
- Sandy & Junior 2002 (2002–03)
- Identidade tour (2004–05)
- Sandy & Junior 2006 (2006–07)
- Acústico MTV (2007)
- Nossa história (2019)

## Filantropia

### Iniziative sociali
Nel corso della sua carriera Sandy è stata coinvolta in più di 50 iniziative sociali.
Nel 1998, insieme al fratello Durval, ha organizzato una campagna a favore della destigmatizzazione delle persone affette da AIDS/HIV e raccolto dei fondi per aiutare le persone affette da tale patologia.
Nel maggio 2003 i due fratelli inaugurano un padiglione a loro nome presso l'ospital de Câncer di Barretos. Nel dicembre 2007 hanno devoluto parte del ricavato della vendita dei biglietti del loro concerto all'ospedale.
Nel 2005 Sandy ha inviato 2000 quaderni e 100 peluche ai bambini assistiti dalla Casa de Jesus.
Nel 2007 i due fratelli hanno usato la loro immagine per campagne di sensibilizzazione al cancro al seno e alla AIDS.
Nel 2010 Sandy e Durval hanno aiutato a promuovere la campagna "Doe Novos Sorrisos" con l'intento di raccogliere fondi per le persone che necessitano di interventi chirirgici presso l'ospedale Sobrapar di Campinas, specializzato in chirurgia cranio-facciale.
Sandy si è esibita in favore delle comunità "Associação de Pais e Amigos dos Excepcionais" (disabilità), "Childhood Brasil" (diritti dell'infanzia), "Grupo de Apoio ao Adolescente e à Criança com Câncer" (cancro in pazienti pediatrici).
Insieme ad altri artisti, Sandy ha preso parte alla campagna dell'amfAR per la ricerca di una cura per l'AIDS e alla campagna "Campanha do Agasalho" per raccogliere indumenti e coperte per le persone povere e svantaggiate.
Nell'aprile 2020, Sandy e Junior hanno partecipato al festival a distanza "Fome de Música", con lo scopo di aiutare le famiglie colpite da pandemia di COVID-19.

### Diritti civili
Sandy si considera ideologicamente femminista e si è espressa a favore del matrimonio omesessuale. Nel 2012 è stata insignita del premio "Triângulo Rosa" da parte del Grupo Gay da Bahia per aver mostrato vicinanza alla comunità LGBT.

## Filmografia
Sandy, insieme al fratello Durval, fece il suo esordio in cinema nel 1997 col film comico O noviço rebelde, film con target giovanile e che ha raggiunto i 1,5 milioni di spettatori.
Nel dicembre del 1998 andò in onda l'episodio pilota della serie televisiva "Sandy & Junior". La serie ricevette ineteresse dal pubblico tale che venne programmata fino dal 1999 al 2002 per quattro stagioni. L'obiettivo della serie fu la promozione dei singoli del duo, nonché la narrazione di tematiche che affliggono i giovani, quali la vita scolastica e la ricerca di un lavoro.
Nel dicembre 2003 è uscito il film di fantascienza Acquária, dove i fratelli per la prima volta interpretano i ruoli principali in un'opera cinematografica. L'interpretazione dei due fratelli ha ricevuto recensioni positive.
Nel 2014 recita e compone delle canzoni per il film horror Quando eu era vivo, presentato, tra l'altro, alla nona edizione della Festa del Cinema di Roma.
Nel dicembre 2016 doppia il personaggio di Meena nel film d'animazione Sing. Nel 2022 Sandy prende parte al seguito Sing 2.

### Attrice

#### Cinema
- O noviço rebelde, regia di Tizuka Yamasaki (1997)
- Acquária, regia di Flávia Moraes (2003)
- Mato sem cachorro, regia di Pedro Amorim (2013)
- Quando eu era vivo, regia di Marco Dutra (2014)

#### Televisione
- A História de Ana Raio e Zé Trovão – telenovela, 1 episodio (1991)
- Sítio do Picapau Amarelo – serie TV, 2 episodi (2006)
- A Diarista – telenovela, episodio 3x23 (2006)
- Paraíso Tropical – telenovela (2007)
- As Brasileiras – telenovela, episodio 1x13 (2012)
- Cheias de charme – telenovela, 1 episodio (2012)
- Sangue bom – telenovela, 1 episodio (2013)
- Os caras de pau – serie TV, episodio 3x34 (2013)
- I Love Paraisópolis – telenovela, 1 episodio (2015)
- Sandy & Junior: a história – miniserie TV (2020)

### Doppiatrice
- Sing, regia di Garth Jennings (2016) – Meena
- Sing 2 - Sempre più forte (Sing 2), regia di Garth Jennings (2016) – Meena

## Doppiatrici italiane
Come doppiatrice è stata sostituita da:
- Domitilla D'Amico in Sing e Sing 2 - Sempre più forte.

## Programmi televisivi

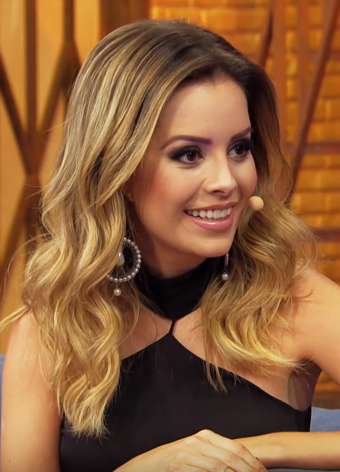
Sandy in un'intervista del talk show Lady Night (2017)

I fratelli debuttarono come presentatori televisivi nel programma Sandy & Junior Show, andato in onda per Rede Manchete tra settembre 1997 e gennaio 1998. Nonostante lo show abbia raggiunto buoni ascolti, la critica imputò al duo <<la mancanza di capacità e spontainetà nel condurre il programma>>. Il duo comunque scelse di non proseguire con la conduzione del programma.
Nel febbraio 2012 compare nel programma "Show da Paz: Cristo Redentor 80 anos" che celebra gli ottanta anni del Cristo Redentore di Rio de Janeiro; in marzo conduce sei puntate del "Superbonita" del canale GNT.
Da aprile 2015 partecipa alla seconda e terza stagione del reality musicale "Superstar" di Radio Globo. Nel maggio 2015, con la partecipazione dell'Orchestra Filarmonica di Paraisópolis, compone una colonna sonora per la telenovela "Ciranda da Bailarina".
Nel 2018 pubblica la colonna sonora per la telenovela "Segundo Sol"
Nel 2021 debutta su HBO Max con il programma culinario "Sandy + Chef".

### Come presentatrice
- Sandy & Junior Show – programma TV (1997-1998)
- Soletrando – talent show (2009) - come giurata
- Os últimos dias de um ícone: Edith Piaf – documentario TV (2010) - narratrice
- Superbonita – programma TV (2012)
- Fantástico – programma TV (2012)
- Superstar – talent show (2016) - come giurata
- Popstar – talent show (2017) - come giurata
- Sandy + Chef – programma TV (2021)

### Come ospite
- Xuxa especial de Natal: lar dos Idosos – speciale TV (1991)
- Quebrando a Rotina –  reality show (2004)
- Presente de Natal: o especial de Natal da Globo – speciale TV (2015)
- Tá no Ar: a TV na TV – programma TV (2016)

## Campagne pubblicitarie
- Nutrinho (1994)
- Baby Brink (1997-1998)
- Casio (1998)
- Yakult (1998)
- Gradiente (1998)
- Telefone pré-pago Toque (1998)
- Tess (1998)
- Supermercado Continente (1998)
- Grendene (1999-2000; 2002-2008)
- Biotônico Fontoura (1999)
- Pernambucanas (2000)
- Bompreço (2000)
- Caixa Econômica Federal ("Clic com a Gente") (2001)
- Nokia (2001)
- Oi (2002)
- Claro (2003)
- Nestlé (2003)
- McDia Feliz (2004)
- Chevrolet (2005)
- Óleo de Amêndoas Paixão (2006-2007)
- Yamaha (2007)
- Global Village Telecom (2011)
- Devassa (2011)
- Havaianas (2016)
- Netflix (2018)